# Decodon
Decodon é um género botânico pertencente à família Lythraceae.